# SWR Sport
SWR Sport ist seit 2019 der gemeinsame Name der Sportsendungen im SWR Fernsehen. Dabei wird in vier einzelnen Sendungsformaten unterschieden:
- SWR Sport in Baden-Württemberg
- SWR Sport in Rheinland-Pfalz
- SWR Sport Fußball
- SWR Sport Extra

Alle Sendungen werden auch als Livestream in der Mediathek angeboten. Außerdem sind unter SWR Sport alle Online- und Social-Media-Auftritte der Sportredaktion des Südwestrundfunks zusammengefasst.

## SWR Sport in Baden-Württemberg
SWR Sport in Baden-Württemberg ist die Nachfolgesendung von Sport im Dritten. Die Ausstrahlung erfolgt – mit Ausnahme der Sommerpause – immer sonntags um 21:45 Uhr live vor Studio-Publikum aus dem Landesfunkhaus Baden-Württemberg in Stuttgart. Die Sendung dauert inklusive der Sportschau mit den Sonntags-Spielen der Fußball-Bundesliga 65 Minuten. An Wochenenden ohne Spiele in der Fußball-Bundesliga beginnt die Sendung in der Regel ebenfalls um 21:45 Uhr und dauert 45 Minuten, da die 20-minütige Sportschau mit den Sonntags-Spielen der Fußball-Bundesliga entsprechend entfällt. Der Fokus in der Berichterstattung liegt auf den Fußball-Erstligisten aus Baden-Württemberg. Außerdem wird über die 2. Fußball-Bundesliga und andere Sportarten berichtet. In der Regel gibt es einen, teilweise auch mehrere Studiogäste. Als Moderatoren führen im Wechsel Michael Antwerpes, Tom Bartels, Lennert Brinkhoff und Lea Wagner durch die Sendung.

## SWR Sport in Rheinland-Pfalz
SWR Sport in Rheinland-Pfalz ist die Nachfolgesendung von Flutlicht. Die Ausstrahlung erfolgt genauso und zeitgleich wie SWR Sport in Baden-Württemberg, aber für die SWR-Zuschauer in Rheinland-Pfalz und aus dem Landesfunkhaus in Mainz. Schwerpunkt der Berichterstattung ist die Situation bei den Fußballvereinen 1. FSV Mainz 05 und 1. FC Kaiserslautern. Moderiert wird die Sendung im Wechsel von Benjamin Wüst, Holger Wienpahl, Tom Bartels und Lea Wagner.

## SWR Sport Fußball
SWR Sport Fußball ist die Nachfolgesendung von Sport am Samstag. Sie wird während der Drittliga-Saison – in der Regel von Mitte Juli bis Mitte Mai – wöchentlich samstags von 17:30 Uhr bis 18 Uhr im SWR Fernsehen in Baden-Württemberg und Rheinland-Pfalz ausgestrahlt. In der 30-minütigen Sendung werden die Spielzusammenfassungen der Drittliga-Spiele von Freitag und Samstag sowie der Freitagsspiele der 2. Fußball-Bundesliga mit Beteiligung der Vereine aus Baden-Württemberg und Rheinland-Pfalz gezeigt. Teilweise wird in dieser Sendung auch über die Regionalliga Südwest berichtet. Die Moderatoren der Sendung sind Lea Wagner, Lennert Brinkhoff, Christian Döring und Benjamin Wüst.

## SWR Sport Extra
SWR Sport Extra ist der Titel aller Sport-Live-Übertragungen des SWR Fernsehen. Dazu gehören vor allem die Liveübertragungen ausgewählter Spiele der 3. Liga mit Beteiligung von Vereinen aus Baden-Württemberg oder Rheinland-Pfalz. Neben Fußball werden aber auch andere Sportarten und -events übertragen, wie beispielsweise der DTB-Pokal, die German Open Championships, Skispringen, Reiten und Leichtathletik.